# Vlag van Wieuwerd

Vlag van Wieuwerd

De vlag van Wieuwerd is de dorpsvlag van het Nederlandse dorp Wieuwerd, in de Friese gemeente Súdwest-Fryslân. De vlag werd in 1999 aangenomen en in 2001 geregistreerd. Het ontwerp van de vlag is van de hand van J.C. Terluin en R.J. Broersma.

## Beschrijving
De beschrijving van de vlag is als volgt:
Drie lengtebanen van blauw, geel en zwart, de bovenste twee vijfmaal gekanteeld doorsneden, de eerste kanteel begint aan de broekzijde; en de onderste twee banen golvende doorsneden; de blauwe en de zwarte baan aan de broekzijde belegd met een liggende witte ruit.
De kleuren zijn afkomstig van het dorpswapen.

## Symboliek
- Golvende baan: verwijst naar de ligging van het dorp aan de voormalige Middelzee.[3]
- Kantelen: verwijzing naar de plaatselijke Thetingastate.

Ruiten: afkomstig van het wapen van het geslacht Van Walta dat de Thetingastate bewoonde. De kleur blauw is eveneens terug te vinden in dat wapen. Een ruit is in een zwarte baan geplaatst als verwijzing naar de grafkelder van de kerk van Wieuwerd waar in 1765 zeven mummies gevonden werden.
- Blauwe baan: mede ontleend aan het wapen van Littenseradeel, de gemeente waar het dorp eertijds onderdeel van uitmaakte.[3]